# Florine Gaspard
Florine Gaspard (Bastenaken, 28 december 2001) is een Belgisch zwemster.

## Levensloop
In 2022 werd ze in het Antwerpse Wezenbergzwembad driemaal Belgisch kampioene, met name op de 50 en 100 meter schoolslag en de 50 meter vrije slag.
In oktober 2023 zwom ze op de 15e Meeting des Hortillons te Amiens twee Belgische records op de 50 meter vrije slag. Hiermee was ze de eerste Belgische zwemster die onder de 25 seconden dook, het nieuwe Belgisch record bedraagt nu 24.65 seconde. Tevens dwong ze op deze meeting haar deelname aan de Olympische Zomerspelen van 2024 af.
Gaspard begon met zwemmen bij CN Bastogne, later sloot ze aan bij CN Marseille.